# Pròclida
Pròclida fou una de les dues nissagues espartanes, fundada per Procles (en grec antic Προκλη̂ς), fill d'Aristodem d'Esparta. L'altra era la dels Agíades, que van rebre el nom d'Agis I.
La història de la dinastia comença amb l'arribada dels doris al Peloponès i l'ocupació de Lacònia per Aristodem, que era un Heràclida. Aristodem va tenir dos fills bessons, Eurístenes i Procles, que a l'edat adulta van regnar junts, tal com va decidir l'oracle de Delfos. Els dos reis eren iguals, però hi havia una primacia teòrica d'Eurístenes (i els seus descendents), ja que es va considerar que era el més gran dels bessons.
Procles va ser el fundador de la dinastia, per aquest motiu els seus descendents formaven part de la dinastia Pròclida, però el nom definitiu de la nissaga el va donar el seu net, Euripó, i la dinastia va convertir-se en Euripòntida, encara que van conviure les dues denominacions.